# Кельнський собор
Ке́льнський собо́р (нім. Kölner Dom, офіційно Hohe Domkirche St. Peter und Maria) — культова споруда, римо-католицький храм (церква) у Кельні, Німеччина. Осідок архієпископа Кельнського (нині — кардинал Райнер Марія Велькі), і парафія підпорядковується адміністрації Кельнської архидієцезії. Відомий як пам'ятка християнства та Німецького католицизму зокрема, готичної архітектури, символ тривалої віри і стійкості людей міста, в якому він стоїть. Собор присвячений святому Петру і Пресвятій Діві Марії. У ньому також зберігаються мощі Трьох царів та святої Ірмґардіс. Собор входить до Світової спадщини ЮНЕСКО, це один з найвідоміших архітектурних об'єктів Німеччини та найзнаменитіша пам'ятка Кельна, яку ЮНЕСКО описує як «виняткову роботу людського творчого генія».

## Історія

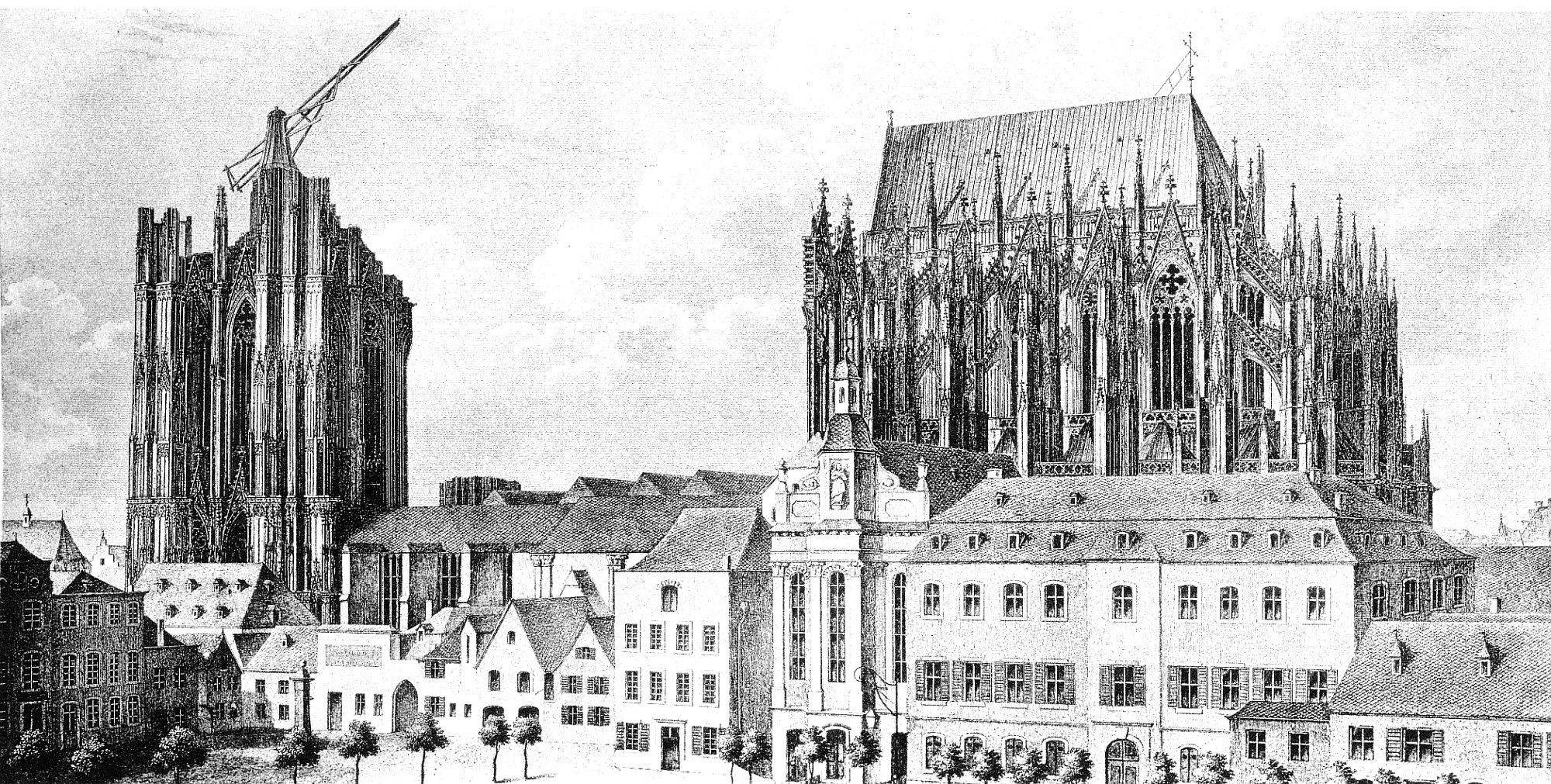
Собор у 1824 році

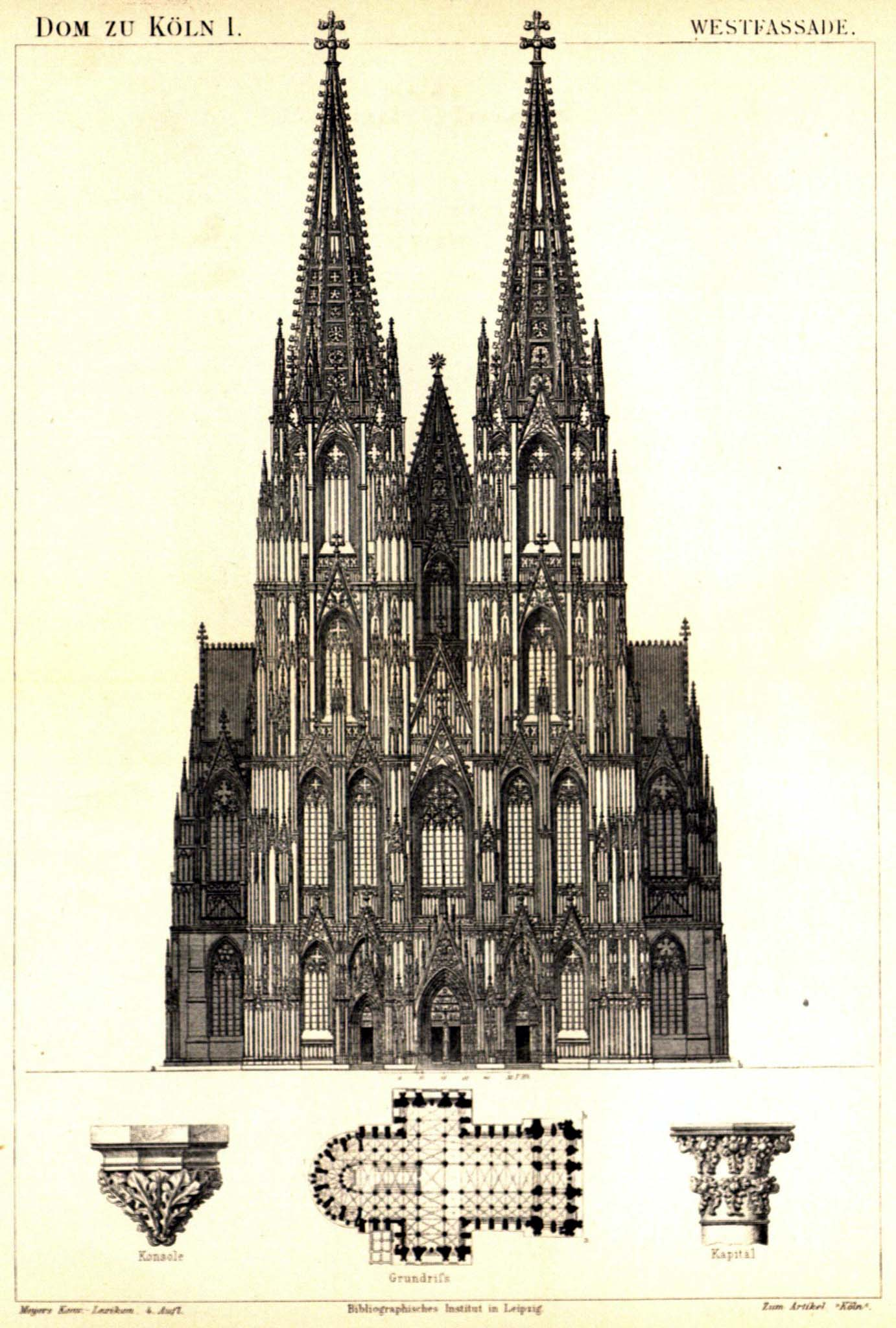

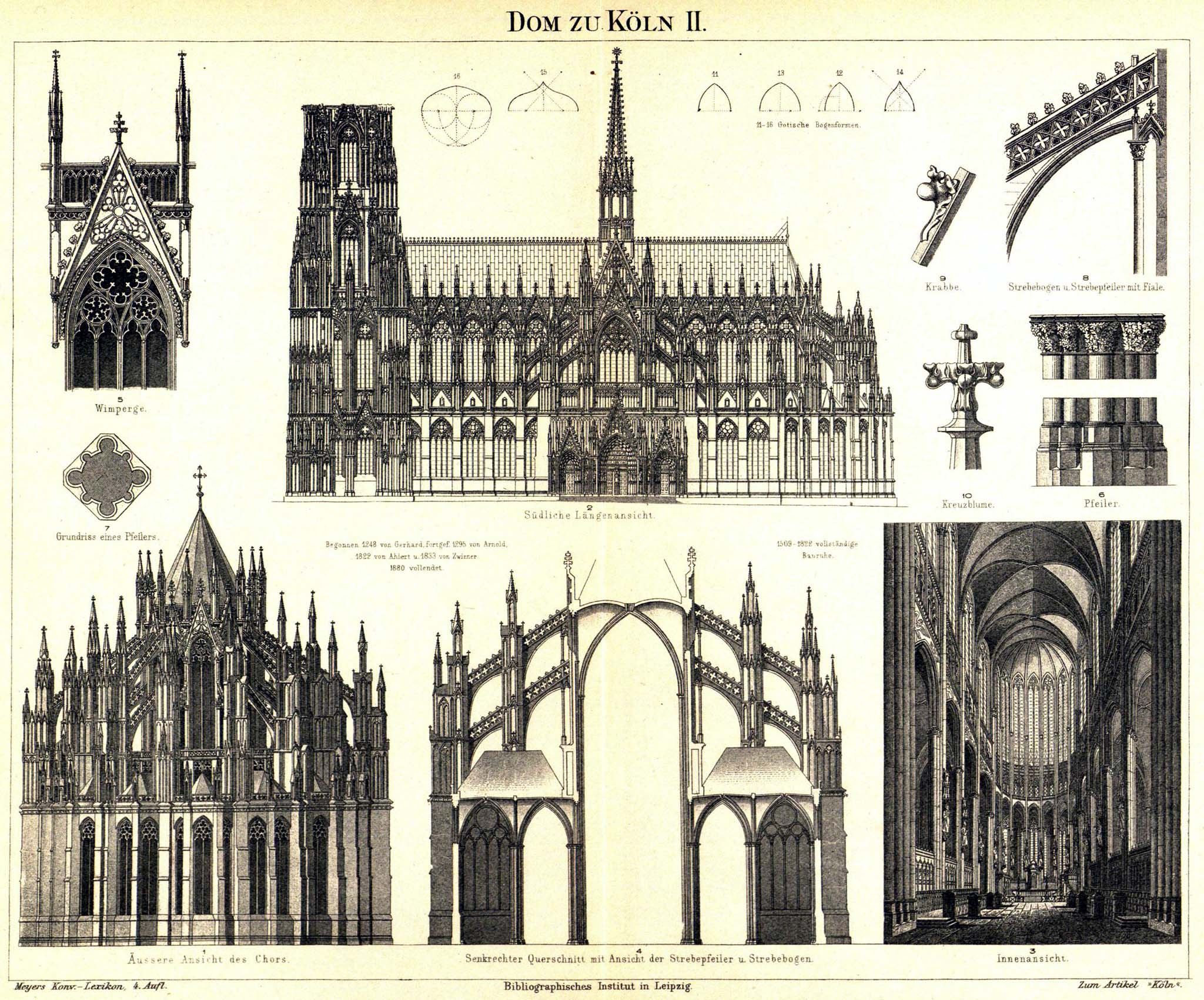

Спорудження Кельнського собору почали в 1248 році, воно тривало, з перервами до 1880, — більше, ніж 600 років. Храм завдовжки 144,5 м та має 86,5 м ширини, а його дві вежі сягають 157 м у висоту.
Собор — одна з найбільших у світі церков і найбільша готична церква в Північній Європі. Протягом чотирьох років, 1880—1884, був найвищою спорудою у світі, поки не збудували Монумент Вашингтона. Собор має другий за висотою церковний шпиль, якого перевершив тільки шпиль Ульмського собору, завершеного на 10 років пізніше — 1890 р. Через свої величезні дві вежі він також має більший фасад, ніж будь-яка інша церква у світі.

## Цифри і факти
| Загальна довжина (зовні)                  | 144,58 м                                                                                                   |
| Загальна ширина (зовні)                   | 86,25 м |
| Ширина фасаду трансепту                   | 39,95 м |
| Внутрішня ширина поздовжньої нави         | 45,19 м |
| Ширина західного фасаду                   | 61,54 м |
| Висота північної вежі                     | 157,38 м                                                                                                   |
| Висота південної вежі                     | 157,31 м                                                                                                   |
| Сходинок до шпиля                         | 509 (97,25 м = 152,5 м над рівнем моря)                                                                    |
| Дзвонів                                   | 11 (8 дзвонів південної вежі, 3 — у центральній вежі (на гребені даху)), найбільший дзвін — «Decke Pitter» |
| Висота фасаду поперечної нави             | 157,31 м                                                                                                   |
| Висота центральної вежі (на гребені даху) | 109,00 м                                                                                                   |
| Висота коника даху                        | 61,10 м |
| Внутрішня висота середньої нави           | 43,35 м |
| Внутрішня висота бокових нав              | 19,80 м |
| Площа собору, приблизно                   | 7 914 м²                                                                                                   |
| Площа вікон, приблизно                    | 10 000 м²                                                                                                  |
| Площа даху, приблизно                     | 12 000 м²                                                                                                  |
| Територія навколо собору, без лісів       | 407 м² |
| Найбільша площа західного фасаду          | 7 000 м²                                                                                                   |
| Маса використаного каменю, приблизно      | 300 000 т                                                                                                  |
| Щорічно витрачають на утримання           | 10 млн. €                                                                                                  |
| Адреса                                    | Domkloster 4, 50667 Köln                                                                                   |

## Скарби
Одним зі скарбів собору є головний вівтар, встановлений у 1322 році. Він виготовлений з чорного мармуру, з суцільною плитою 4,6 м довжиною, що формує верхню частину. Передня та бічні сторони покриті білими мармуровими нішами, в які вставлені фігури, з Коронацією Діви Марії в центрі. Джоан Холладей досліджувала іконографію головного вівтаря в соборі. Найвідомішим твором мистецтва в соборі є Рака трьох королів, замовлена Філіпом фон Гайнсбергом, архієпископом Кельна з 1167 по 1191 рік і створена Ніколасом Верденським, розпочата в 1190 році. Традиційно вважається, що вона містить останки Трьох мудреців, реліквії яких були придбані Фрідріхом Барбароссою під час завоювання Мілана в 1164 році. Рака має форму великого релікварія у вигляді базиліканської церкви, виготовленого з бронзи та срібла, позолоченого та прикрашеного архітектонічними деталями, фігуративною скульптурою, емалями та дорогоцінним камінням. Раку відкрили в 1864 році і виявили, що вона містить кістки та одяг. Поблизу ризниці знаходиться Розп'яття Геро, велике розп'яття, вирізьблене з дуба, зі слідами фарби та позолоти. Вважається, що воно було замовлене близько 960 року для архієпископа Геро, це найстаріше велике розп'яття на північ від Альп і найраніша відома велика вільностояча північна скульптура середньовічного періоду.
У Каплиці Таїнств знаходиться Міланська Мадонна ("Mailänder Madonna"), високоготична різьба, що зображає Благословенну Діву та немовля Ісуса. Вона була виготовлена в майстерні Кельнського собору приблизно в 1290 році як заміна оригіналу, який був втрачений під час пожежі. Вівтар святих покровителів Кельна з вівтарним образом художника міжнародної готики Штефана Лохнера знаходиться в Марієнкапелле ("Каплиця Святої Марії"). Після завершення в 1265 році, променеві каплиці були негайно призначені як місце поховання. Реліквії Святої Ірмгардіс знайшли своє останнє пристанище в каплиці Святої Агнеси. Вважається, що її трахітовий саркофаг був створений гільдією соборних каменярів приблизно в 1280 році. Інші твори мистецтва знаходяться в Скарбниці Собору.

Вбудовані у внутрішню стіну пара кам'яних табличок, на яких висічені положення, сформульовані архієпископом Енгельбертом II (1262–67), згідно з якими євреям було дозволено проживати в Кельні.

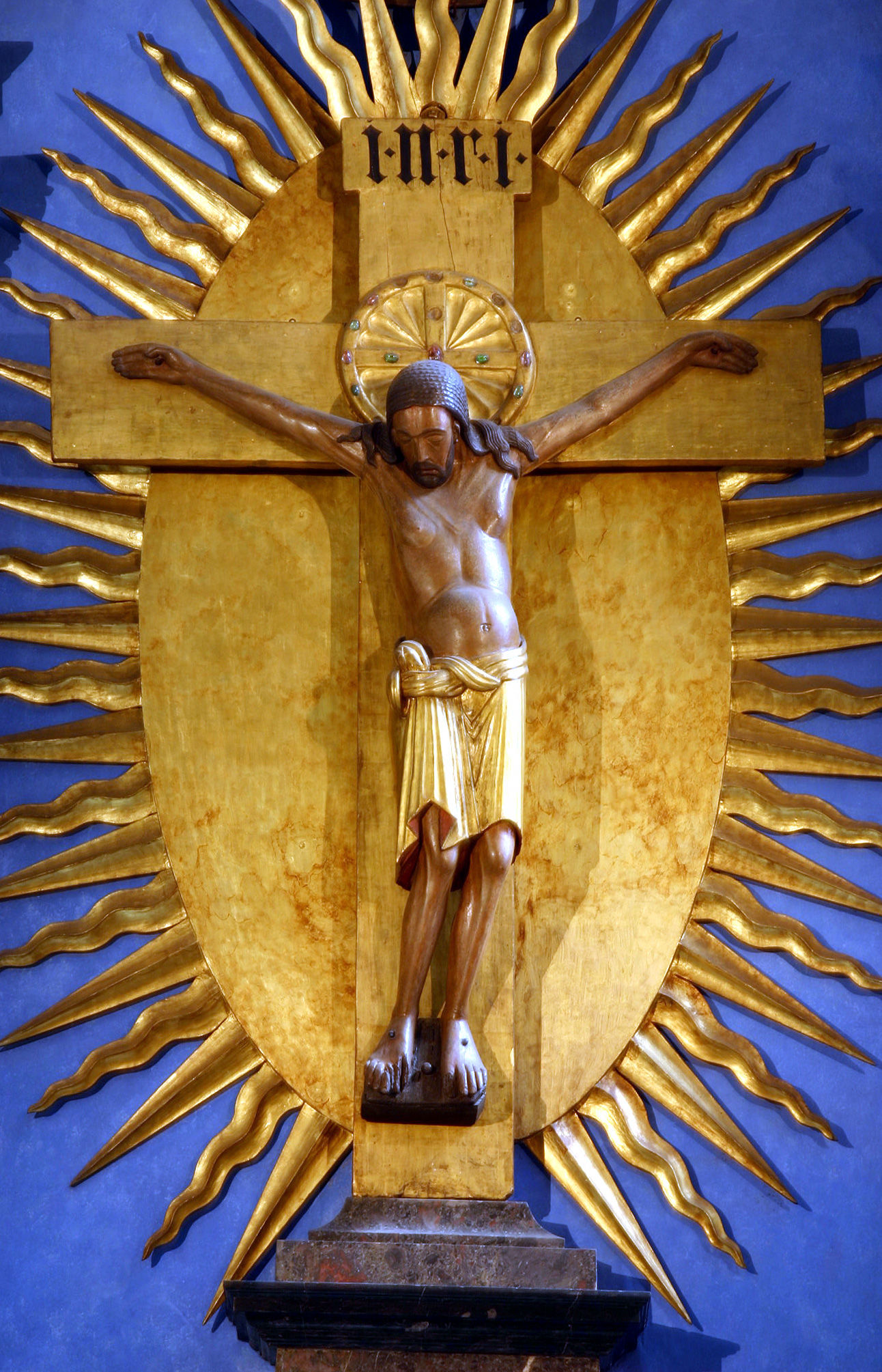
Хрест єпископа Геро, 10 століття, найдавніший відомий великий хрест
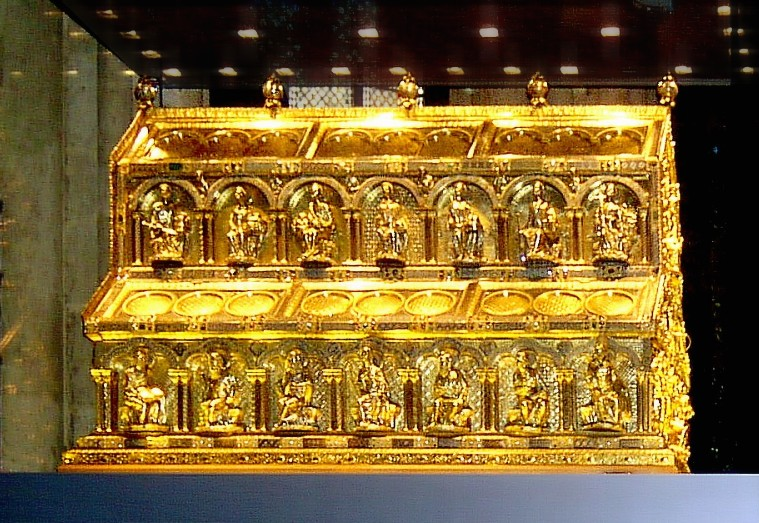
Рака Трьох Царів
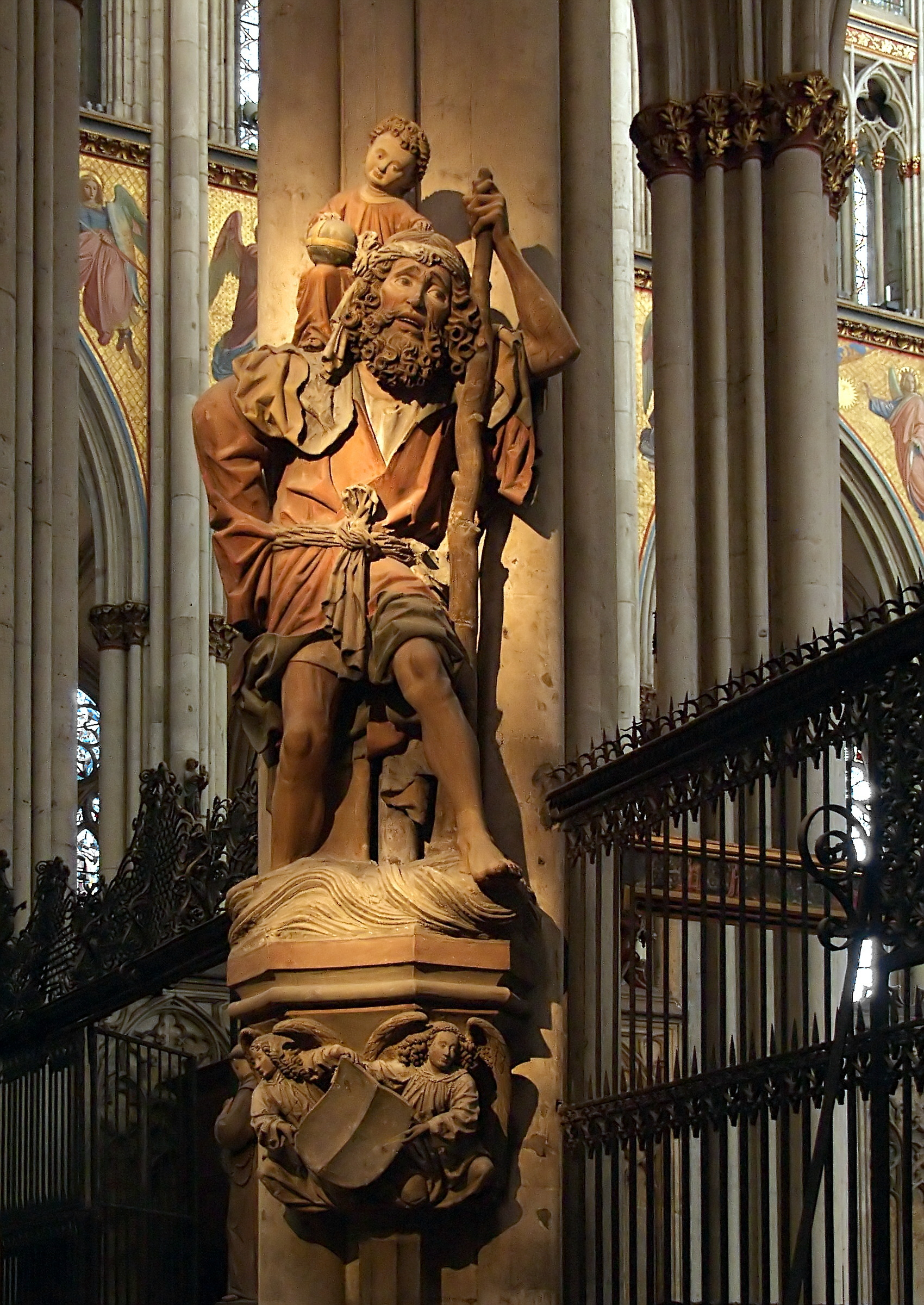
Статуя Святого Христофора Тільмана ван дер Бурха, бл. 1470 рік
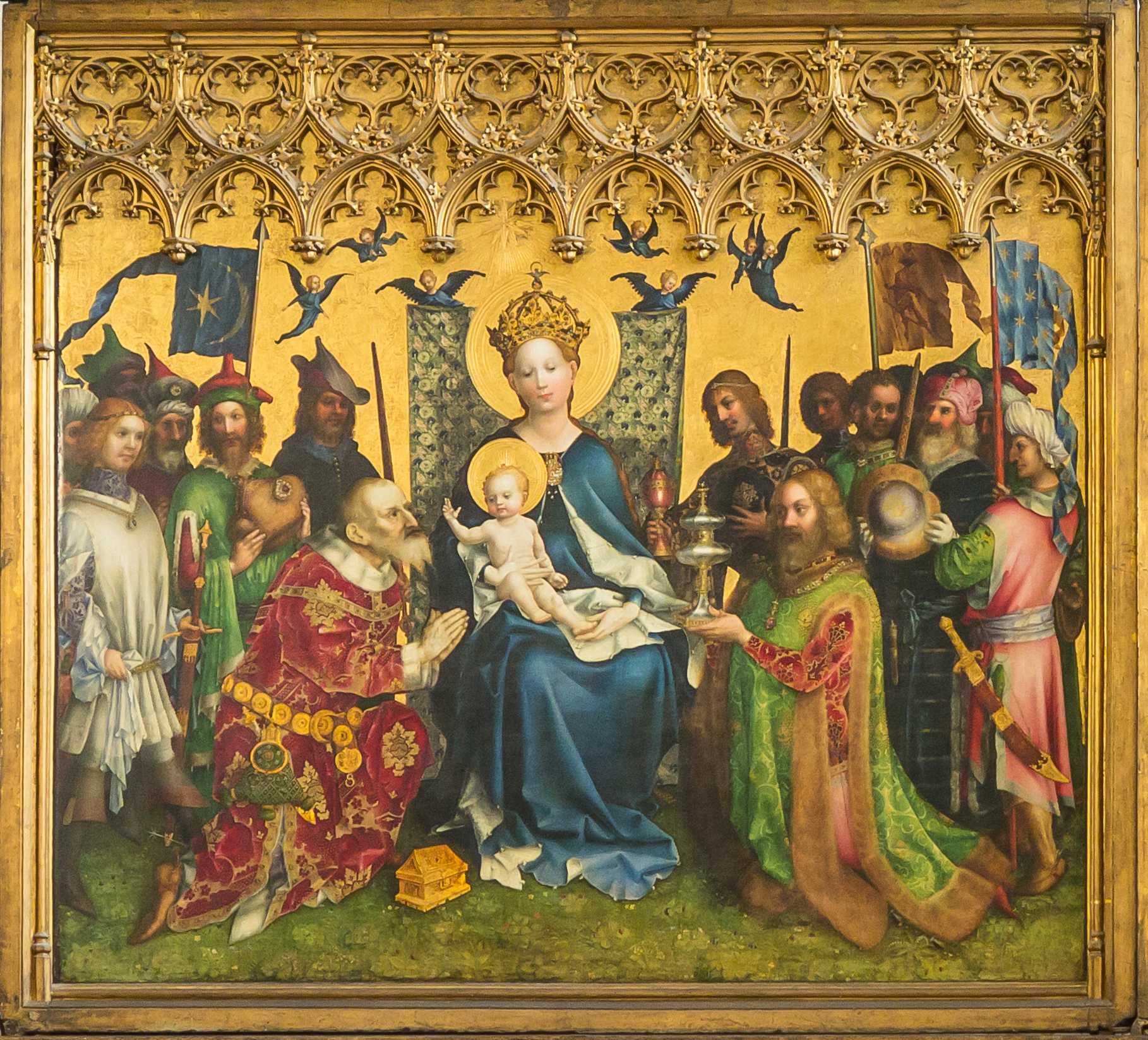
Вівтарний образ Домбільда Трьох Царів Стефана Лохнера

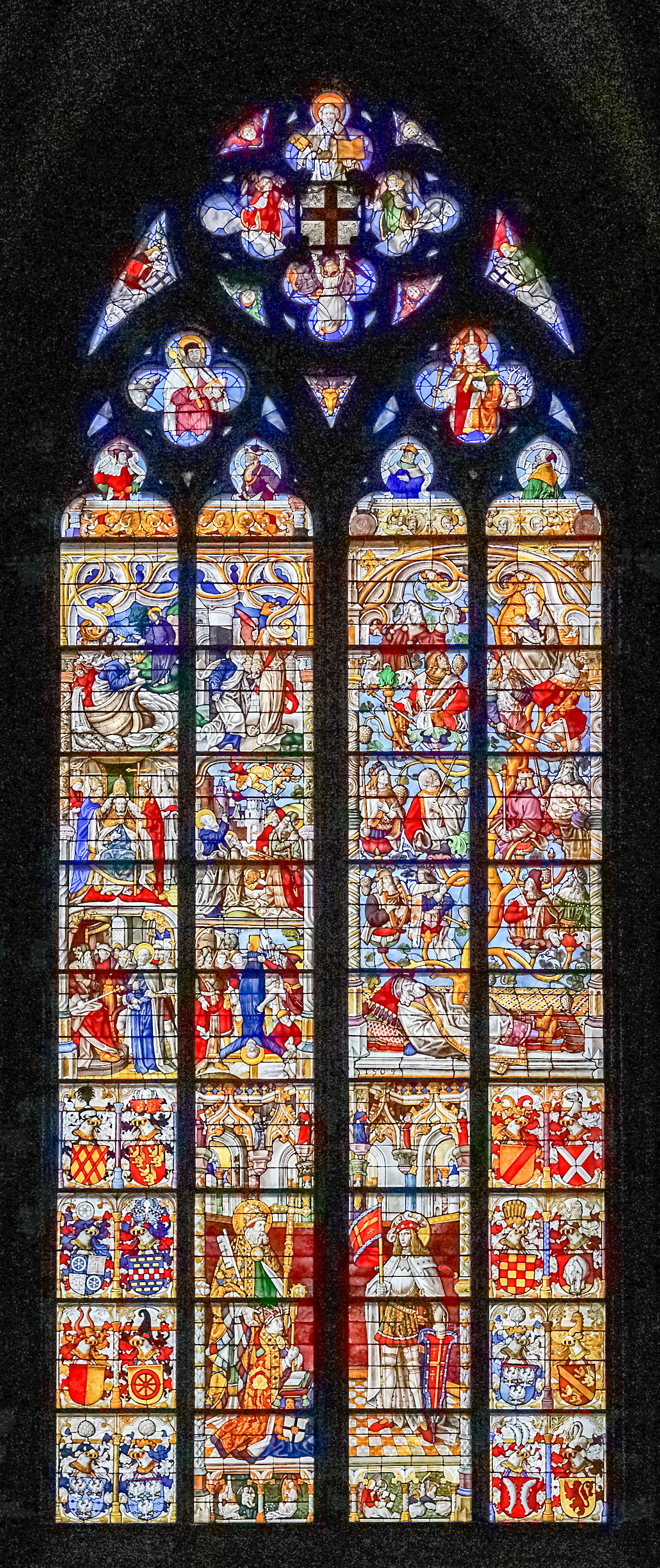
Петрус- унд Вурцель-Джессе-Фенстер, 1509
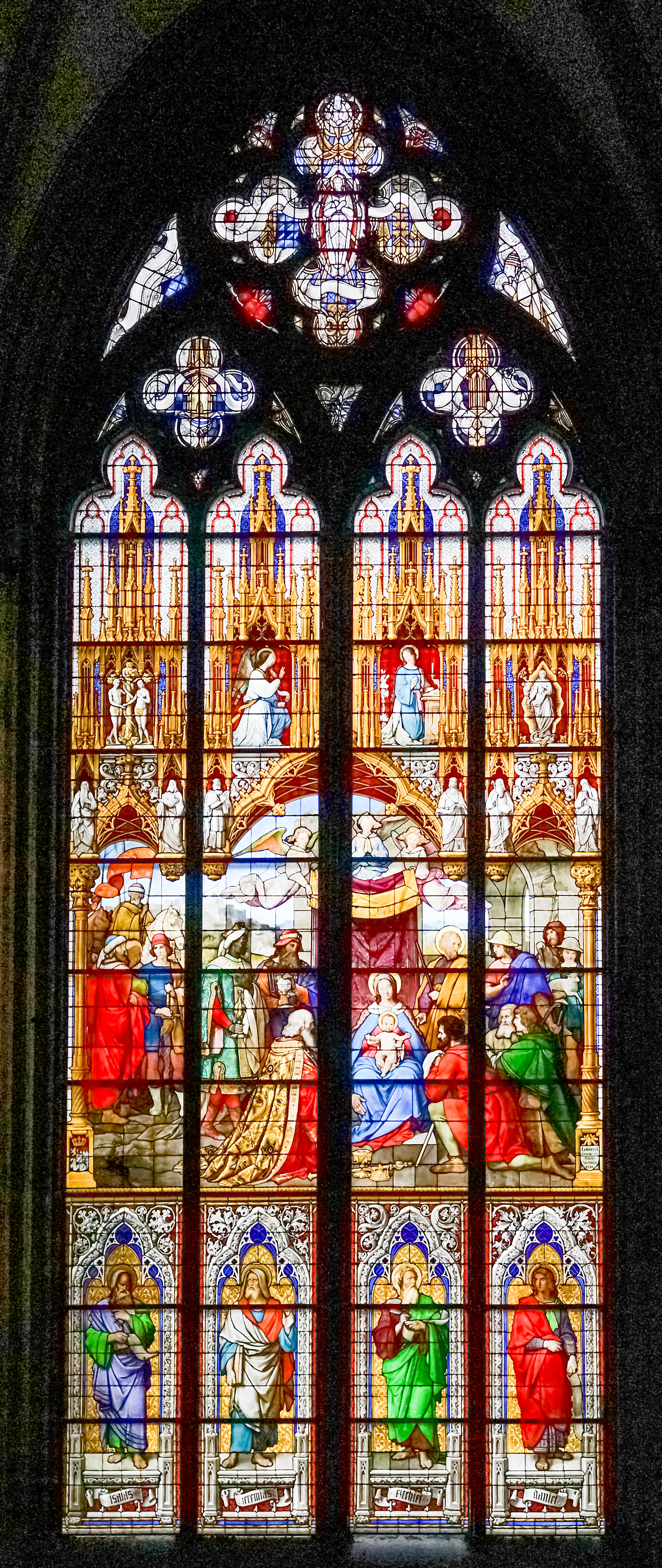
Анбетунгс-Фенстер, 1846
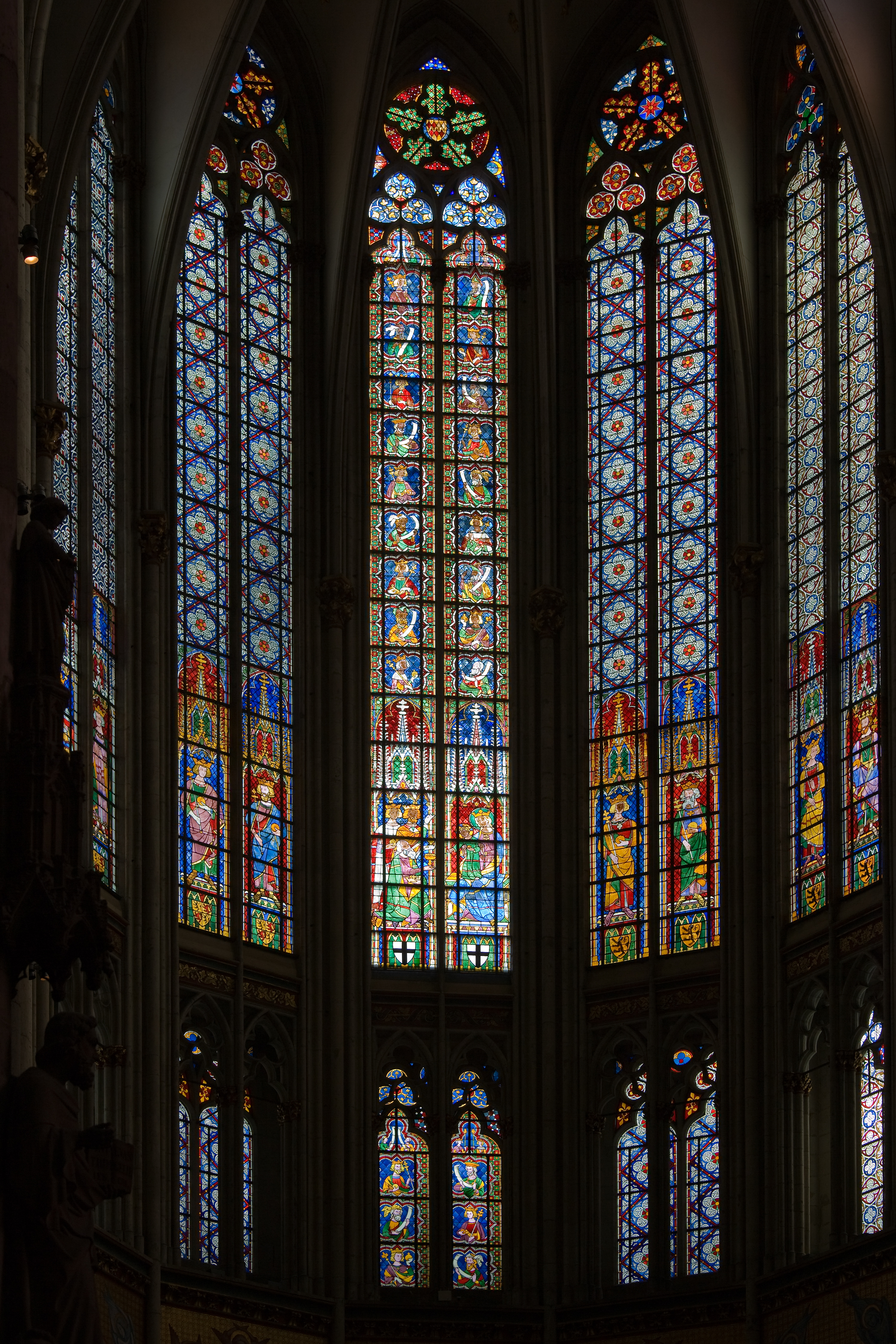

## Церковна музика
Кельнський собор має два духові органи виробництва Klais Orgelbau: Трансептний орган, збудований у 1948 році, та Нефний орган, збудований у 1998 році. Серед соборних органістів були Йозеф Циммерманн, Клеменс Ганц (1985–2001) та Вінфрід Бьоніг (2001). 

### Дзвони
Собор має одинадцять церковних дзвонів, чотири з яких середньовічні. Першим був 3,8-тонний Dreikönigsglocke ("Дзвін Трьох Королів"), відлитий у 1418 році, встановлений у 1437 році та перелитий у 1880 році. Два інші дзвони, Pretiosa (10,5 тонн; на той час найбільший дзвін у західному світі) та Speciosa (5,6 тонн) були встановлені в 1448 році і залишаються на своєму місці донині.

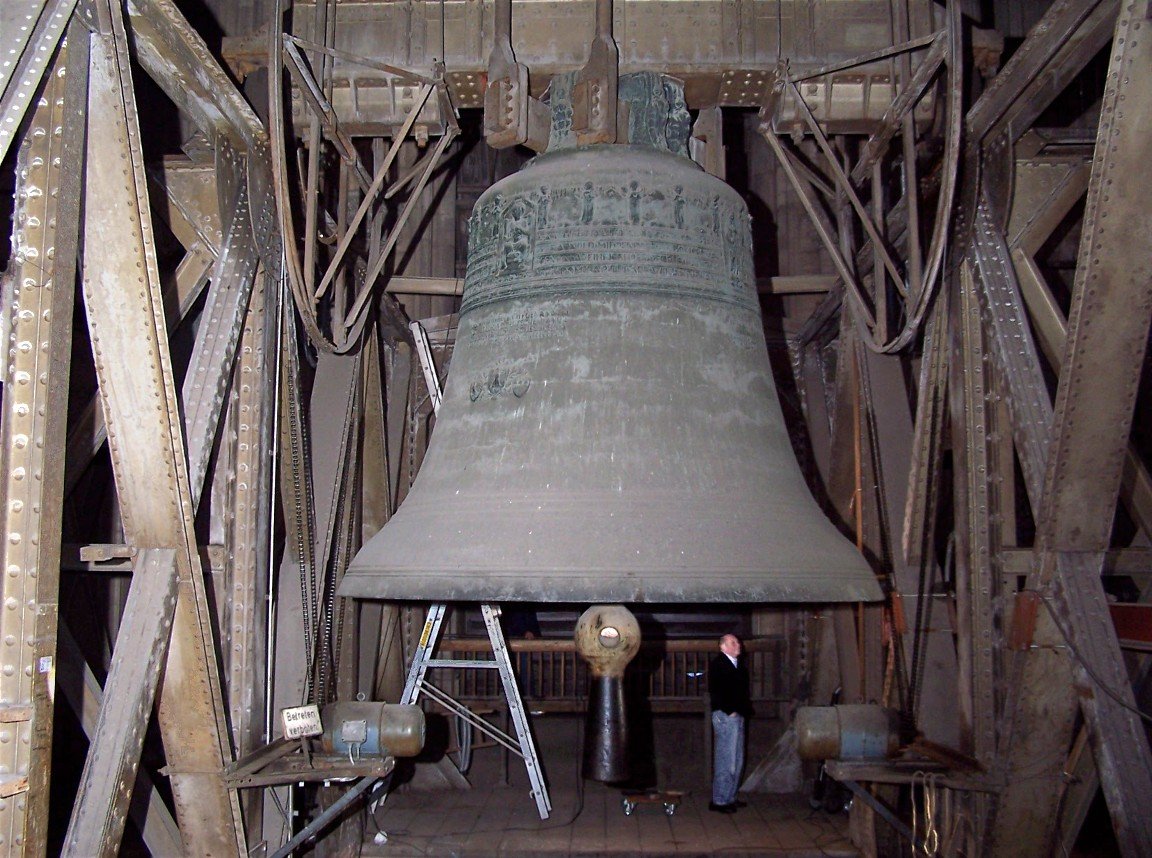
Petersglocke; людина стоїть праворуч від язика дзвона.

Протягом 19 століття, коли будівництво наближалося до завершення, виникло бажання збільшити кількість дзвонів. Цьому сприяв кайзер Вільгельм І, який подарував французькі бронзові гармати, захоплені в 1870–71 роках, для цієї мети. 22 артилерійські вироби були виставлені перед собором 11 травня 1872 року. Андреас Хамм у Франкенталі використав їх для лиття дзвона вагою понад 27 000 кілограмів 19 серпня 1873 року. Тон був негармонійним, тому 13 листопада 1873 року була зроблена ще одна спроба. Центральна соборна асоціація, яка погодилася взяти на себе витрати, не прийняла і цей дзвін. Ще одна спроба відбулася 3 жовтня 1874 року. Колосальний дзвін був доставлений до Кельна і 13 травня 1875 року встановлений у соборі. Цей Kaiserglocke зрештою був переплавлений у 1918 році для підтримки німецьких військових зусиль. Kaiserglocke був найбільшим вільнохитним дзвоном в історії.
24-тонний Дзвін Святого Петра (St. Petersglocke, "Decke Pitter" на кельнському діалекті або в загальновживаній мові відомий як "Dicker Pitter"), був відлитий у 1922 році і був найбільшим вільнохитним дзвоном у світі, доки новий дзвін не був відлитий в Інсбруку для Собору Спасіння народу в Бухаресті, Румунія. Цей дзвін дзвонить лише на вісім великих свят, таких як Великдень і Різдво. 
У четвер, 3 березня 2022 року, знакові собори по всій Європі одночасно задзвонили "на знак солідарності з Україною, коли перехожі зібралися, щоб оплакати загиблих під час російського вторгнення і помолитися за мир". Кельнський собор був серед них.
| Назва                                | № | Маса      | Нота | Ливарник                                          | Рік  |
| ------------------------------------ | - | --------- | ---- | ------------------------------------------------- | ---- |
| Дзвін Святого Петра (Товстий Пітер)  | 1 | 24,000 кг | C0   | Генріх Ульріх, Апольда                            | 1923 |
| Преціоза                             | 2 | 10,500 кг | G1   | Генріх Бродерманн і Крістіан Клойт, Кельн         | 1448 |
| Спеціоза                             | 3 | 5,600 кг  | A1   | Йоганнес Херкен де Вехель, Кельн                  | 1449 |
| Драйкенігсглокке (Дзвін Трьох Царів) | 4 | 3,800 кг  | H0   | Герман Гроссе, Дрезден                            | 1880 |
| Дзвін Святої Урсули (Урсулаглокке)   | 5 | 2,500 кг  | C1   | Жозеф Бедуве, Аахен                               | 1862 |
| Дзвін Святого Йосипа (Йозефглокке)   | 6 | 2,200 кг  | D2   | Ганс Август Марк, ливарний завод Айфель, Брокшайд | 1998 |
| Капітульний дзвін (Капітельсглокке)  | 7 | 1,400 кг  | E2   | Карл I Отто, Бремен                               | 1911 |
| Дзвін Привітання (Авеглокке)         | 8 | 830 кг    | G2   | Карл I Отто, Бремен                               | 1911 |

| Назва                             | №  | Вага | Нота | Ливарник                | Рік         |
| --------------------------------- | -- | ---- | ---- | ----------------------- | ----------- |
| Ангельський дзвін (Ангелусглокке) | 9  | 762  | G♯2  | Невідомо                | 14 століття |
| Метглокке                         | 10 | 280  | B2   | Антоніус Кобленц, Кельн | 1719        |
| Вандунгсглокке                    | 11 | 428  | E3   | Невідомо                | 14 століття |

```

## Легенди Кельнського собору
- Архітектор собору Ґерхард, будучи не в змозі виконати креслення майбутнього собору, вирішив запросити на допомогу диявола. Сатана тут же з'явився та запропонував обмін: архітектор отримує довгоочікувані креслення, але натомість віддає свою душу. Обмін треба було зробити після перших криків півнів. Відчуваючи безвихідь, архітектор погодився. Але розмову підслухала дружина архітектора, вона вирішила вберегти душу свого чоловіка та дістати креслення будівлі. Уставши на світанку, вона прокукурікала замість півня. Диявол негайно з'явився, передав заповітні креслення. Обман потім розкрився, але було вже запізно.
- Існує продовження першої легенди: коли диявол дізнався про обман, він сказав: «Нехай настане кінець світу з останнім каменем на цьому соборі!». Відтоді собор не припиняють будувати та добудовувати: закінчиться будівництво — настане Апокаліпсис, обіцяний дияволом.
- Місто Кельн стоятиме й процвітатиме доти, доки будуватимуть Кельнський собор.
- Під час Другої світової війни, коли бомбардування союзників знищили практично весь Кельн, не постраждав тільки місцевий собор. За негласною угодою летунів, храм берегли як географічний орієнтир.

## Галерея

widths="100px"
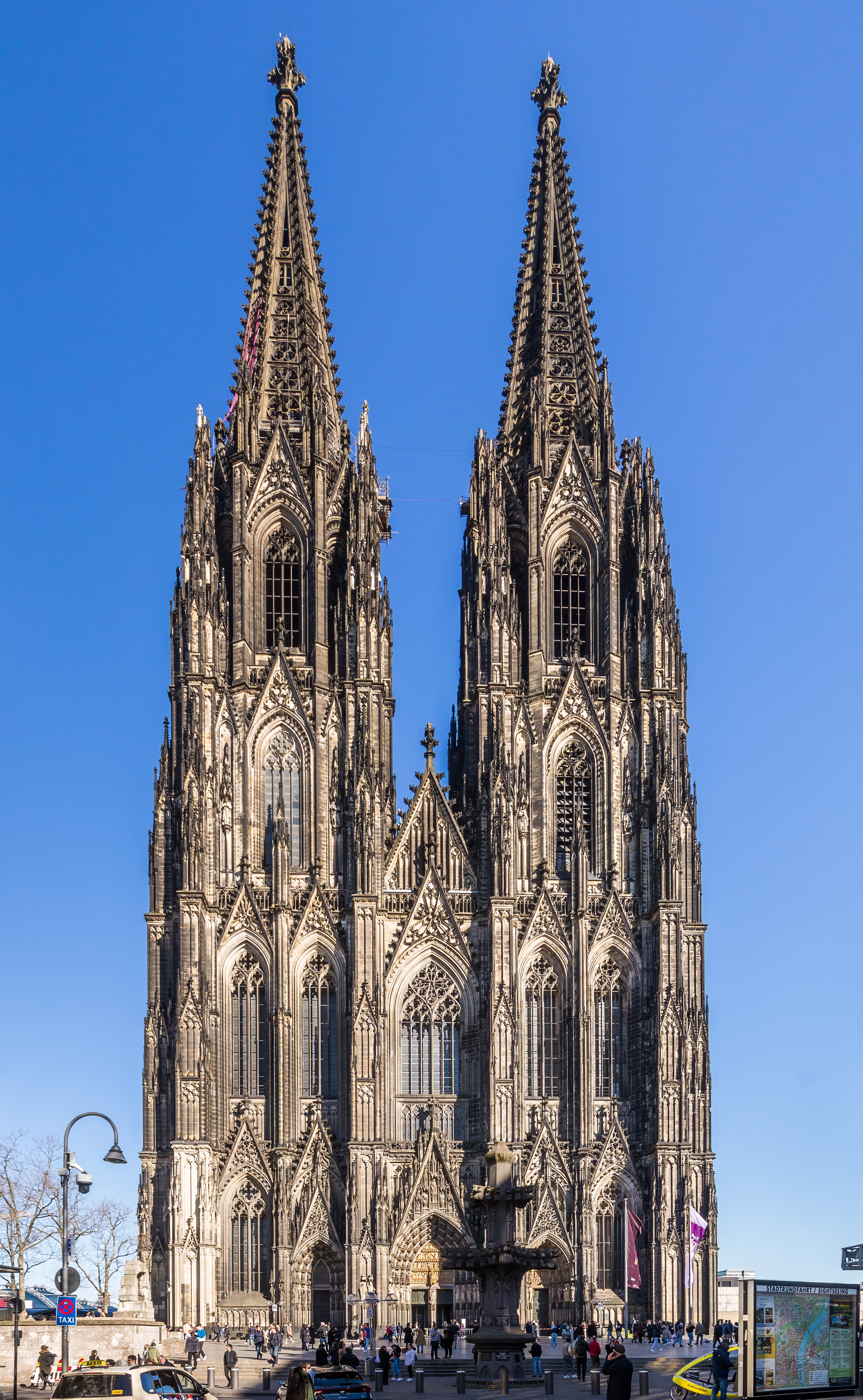
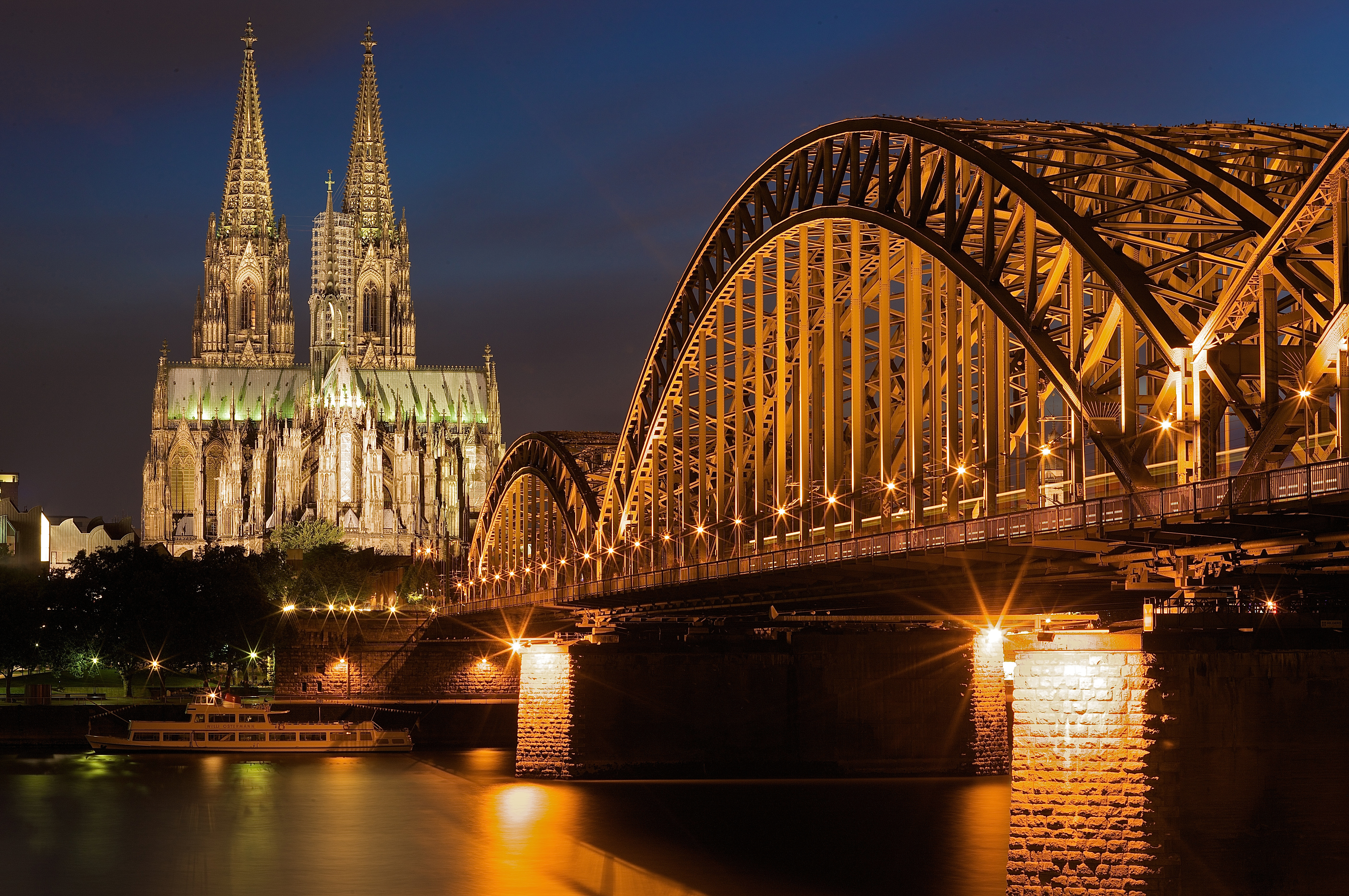
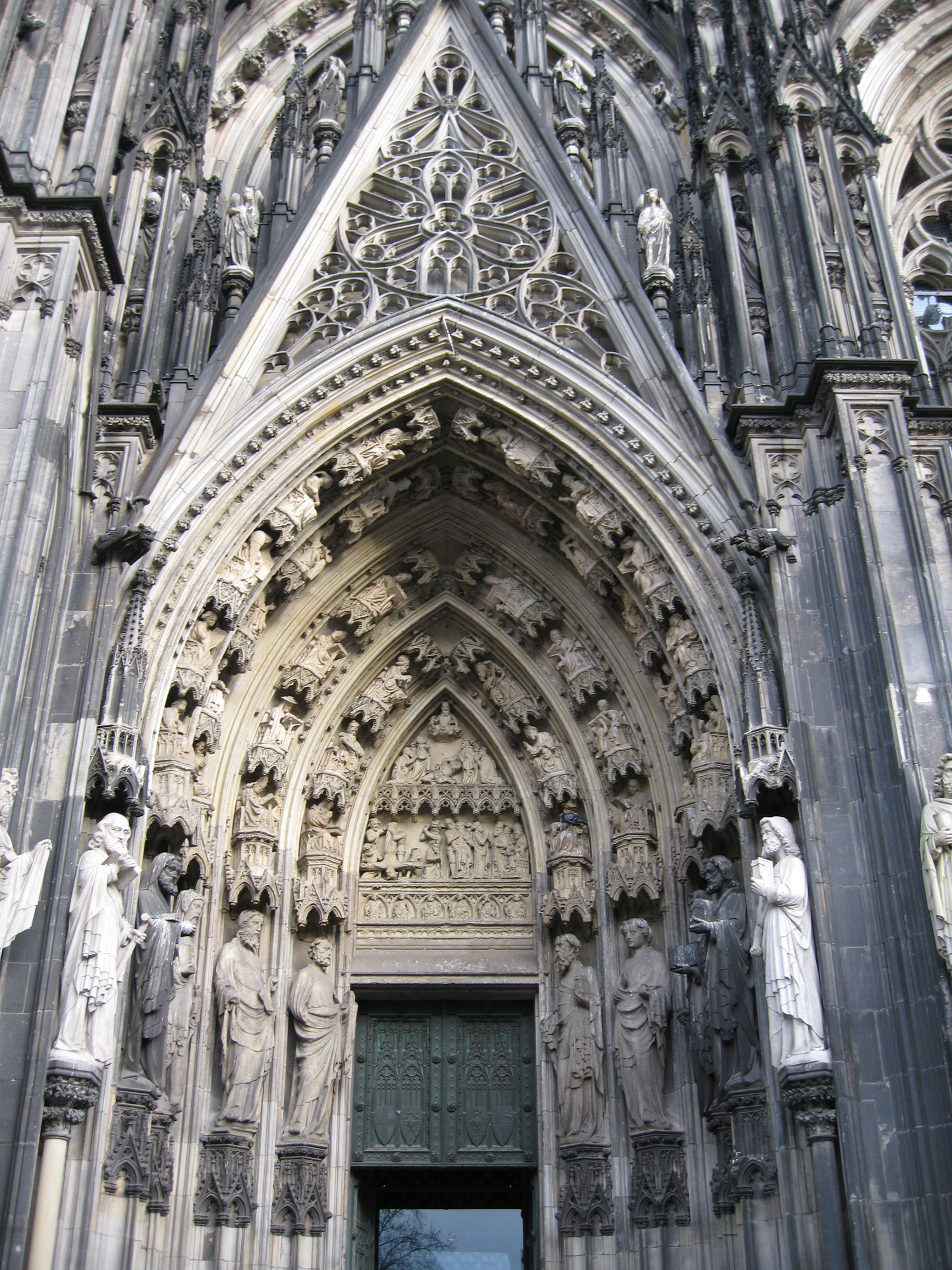
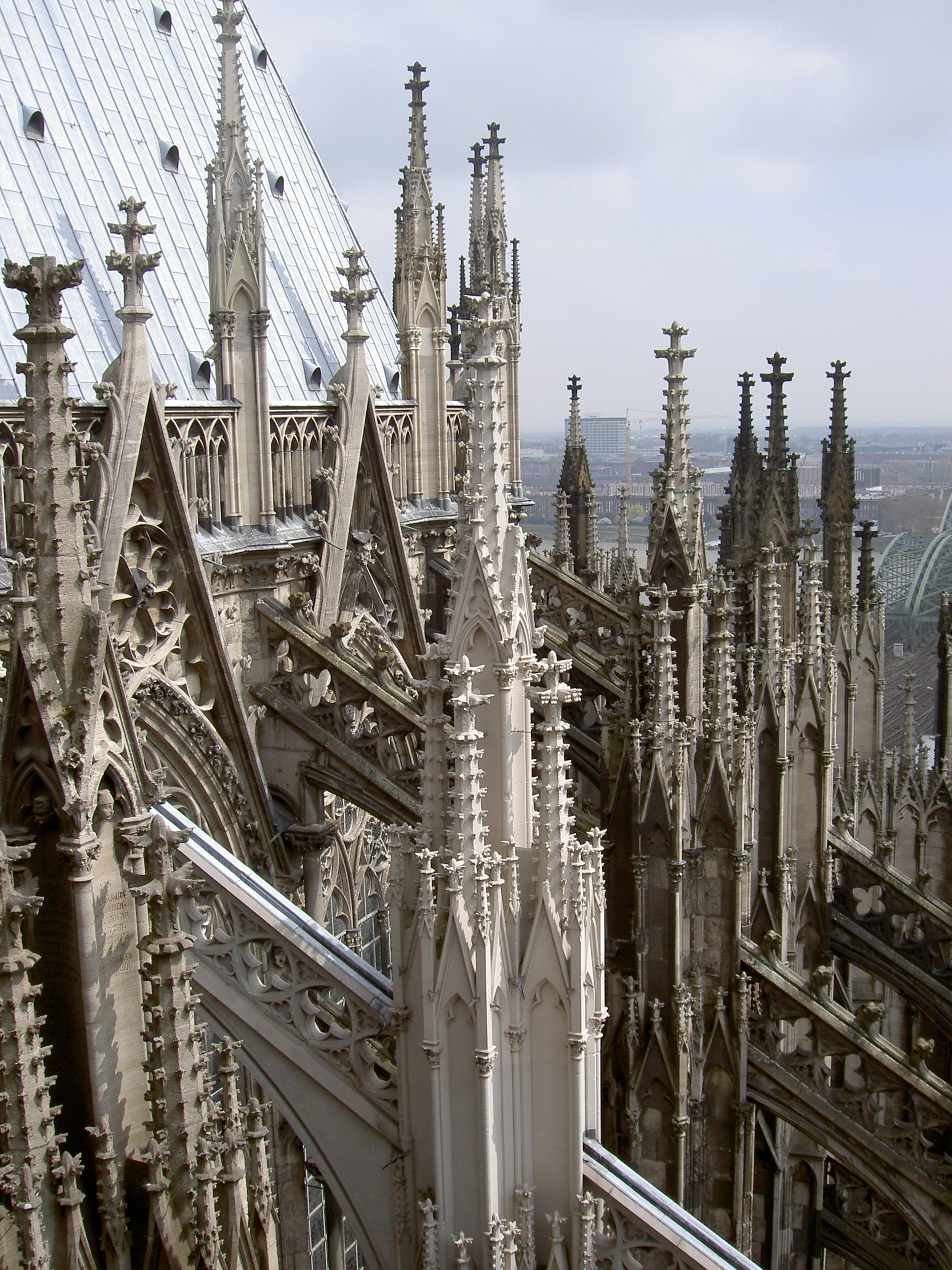
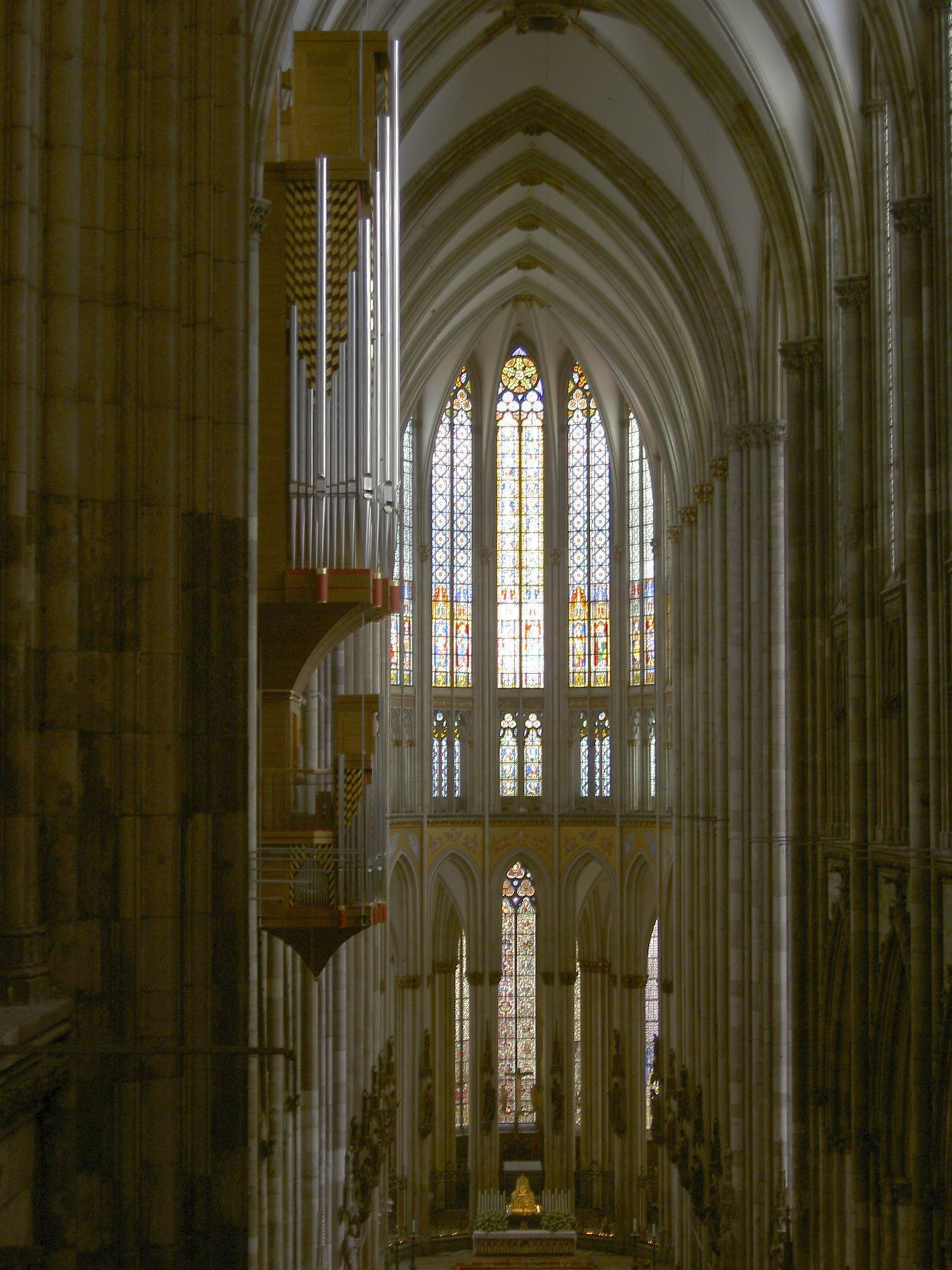
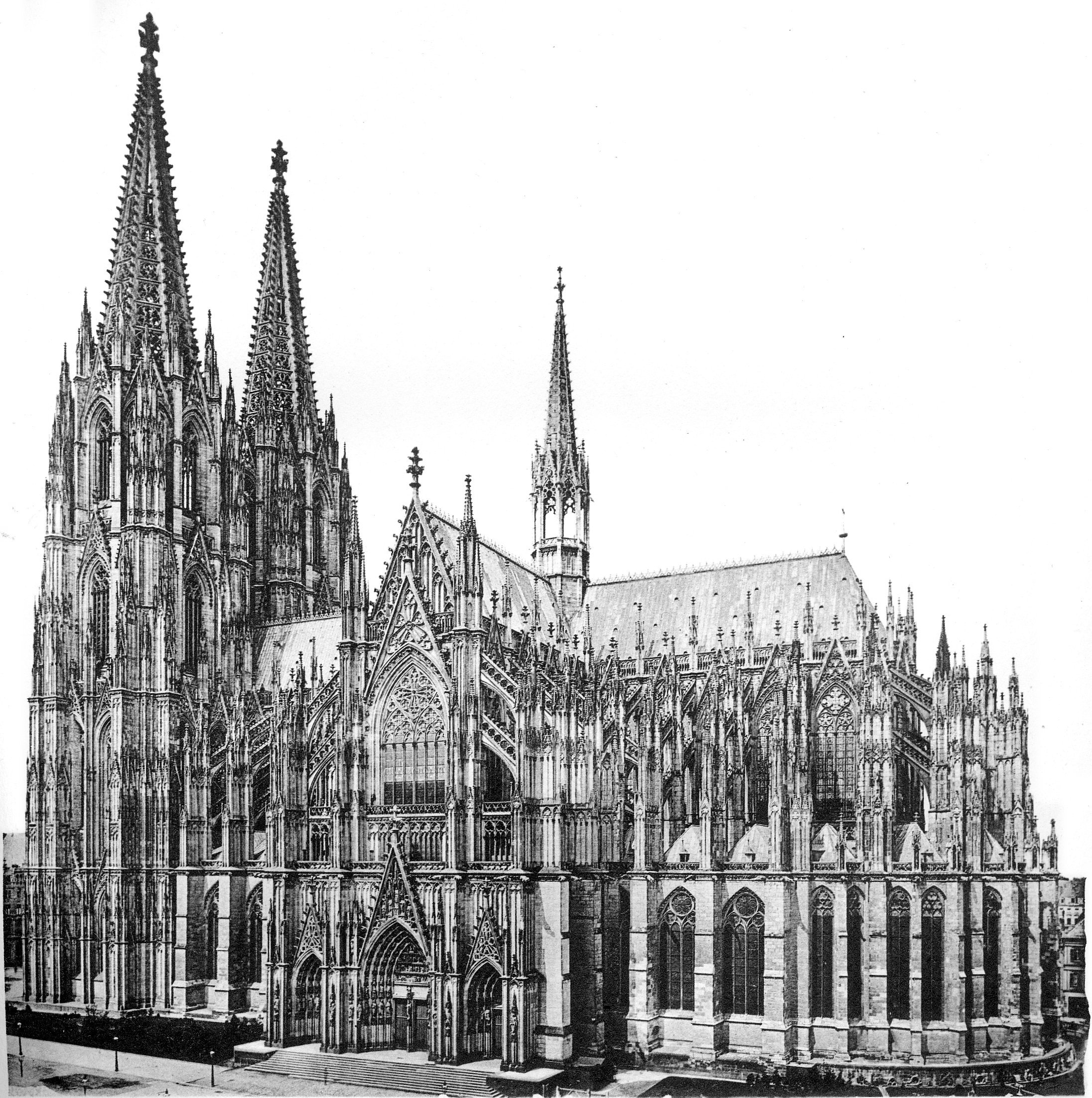
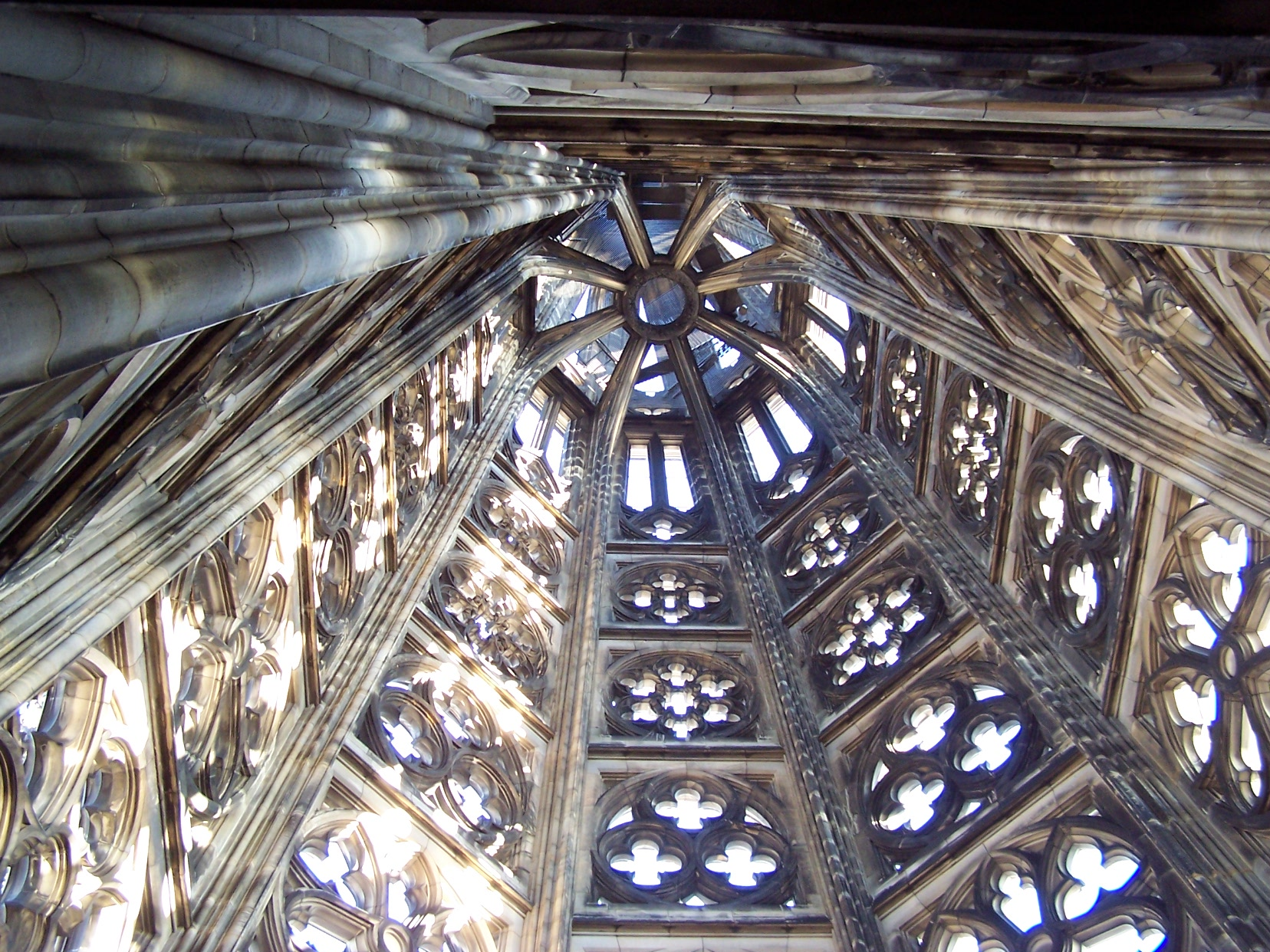
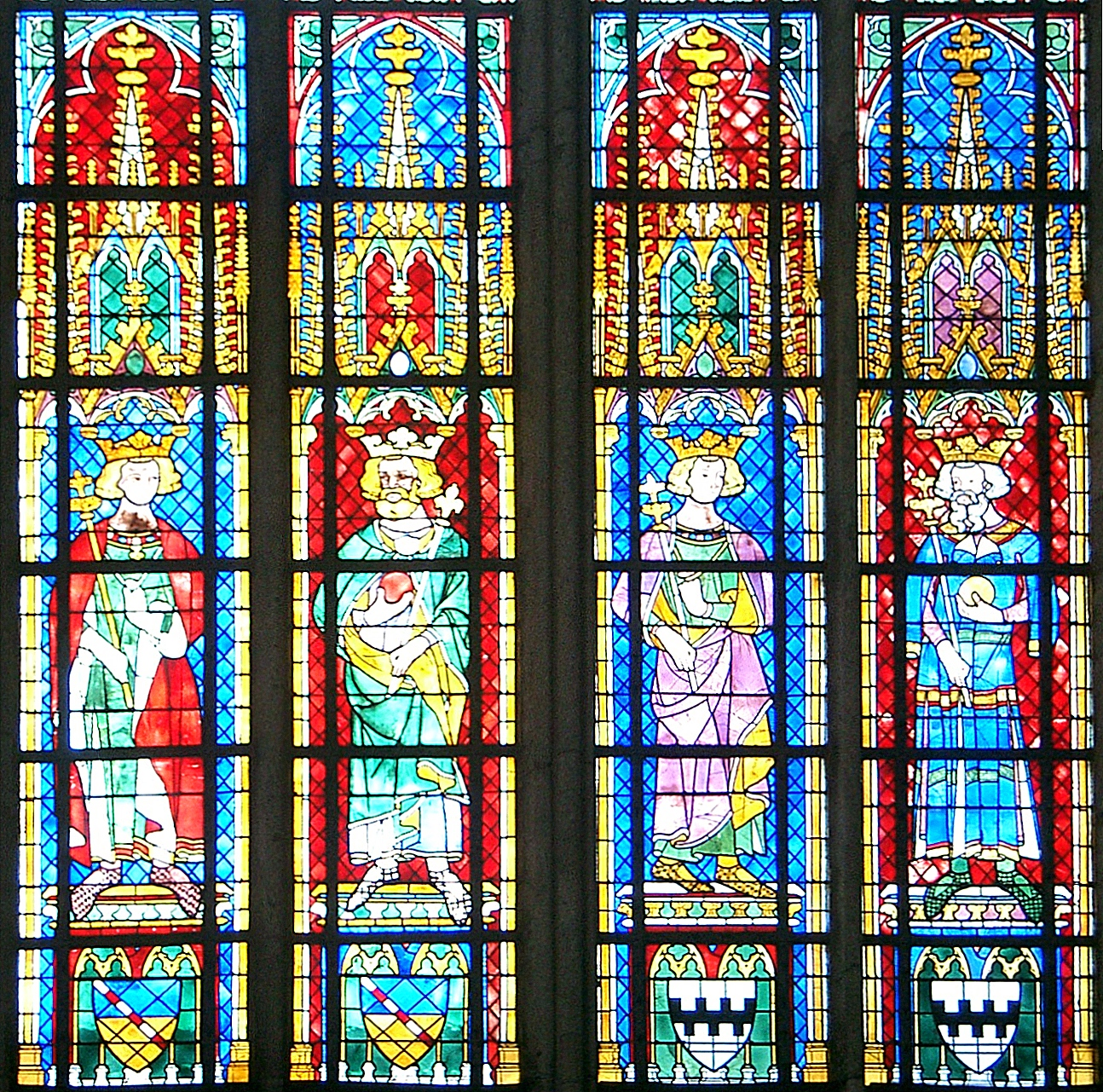
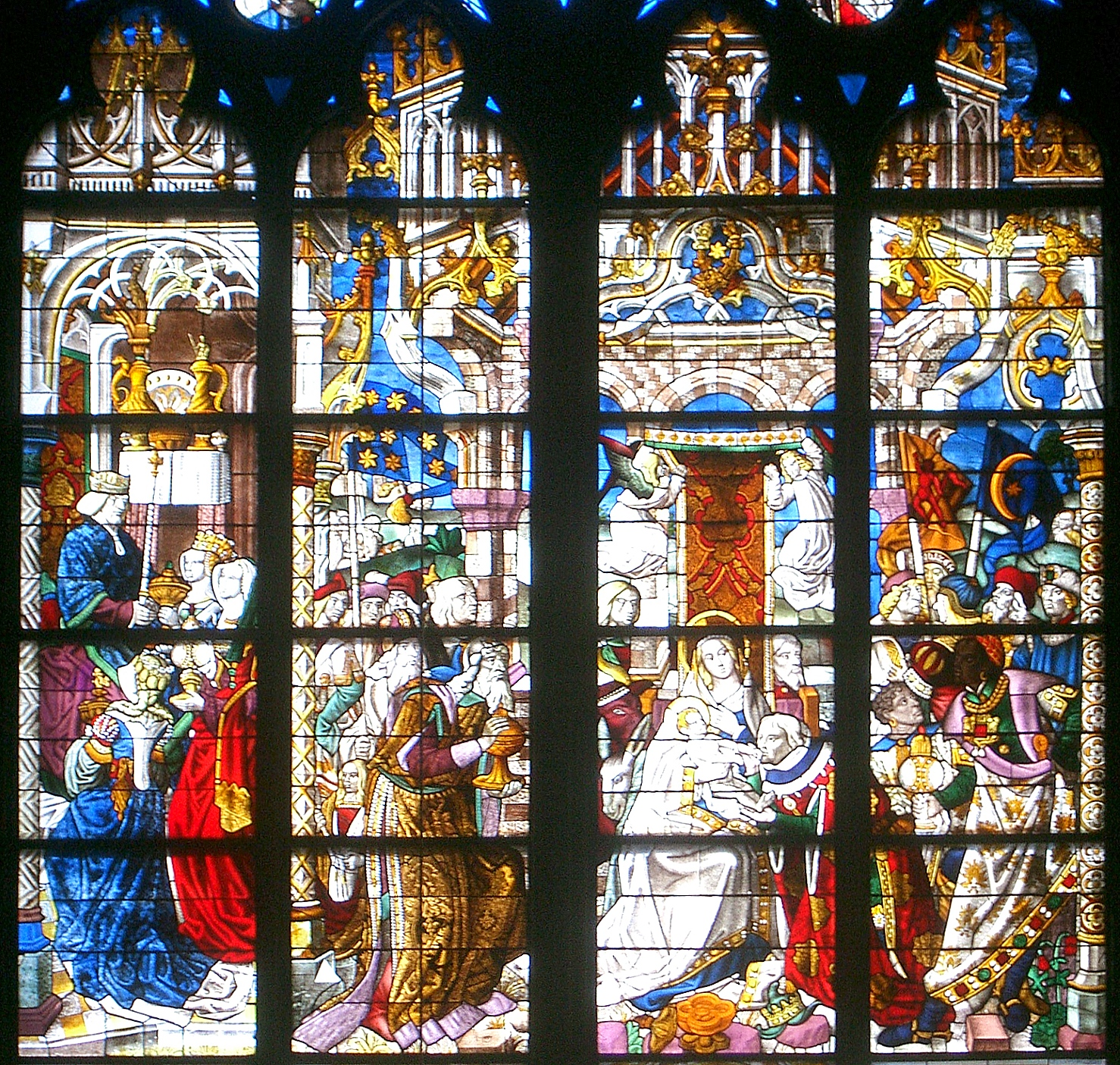
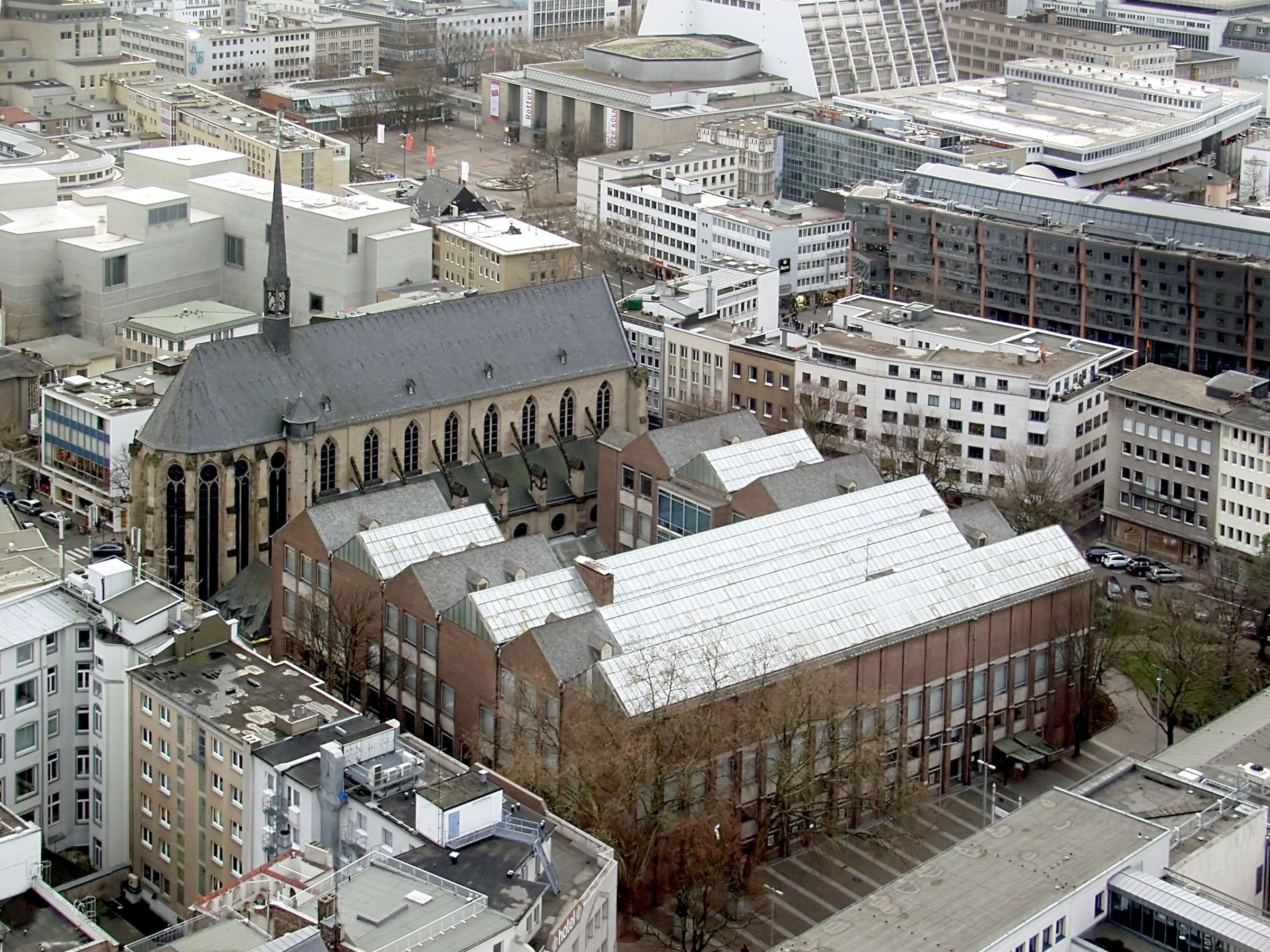
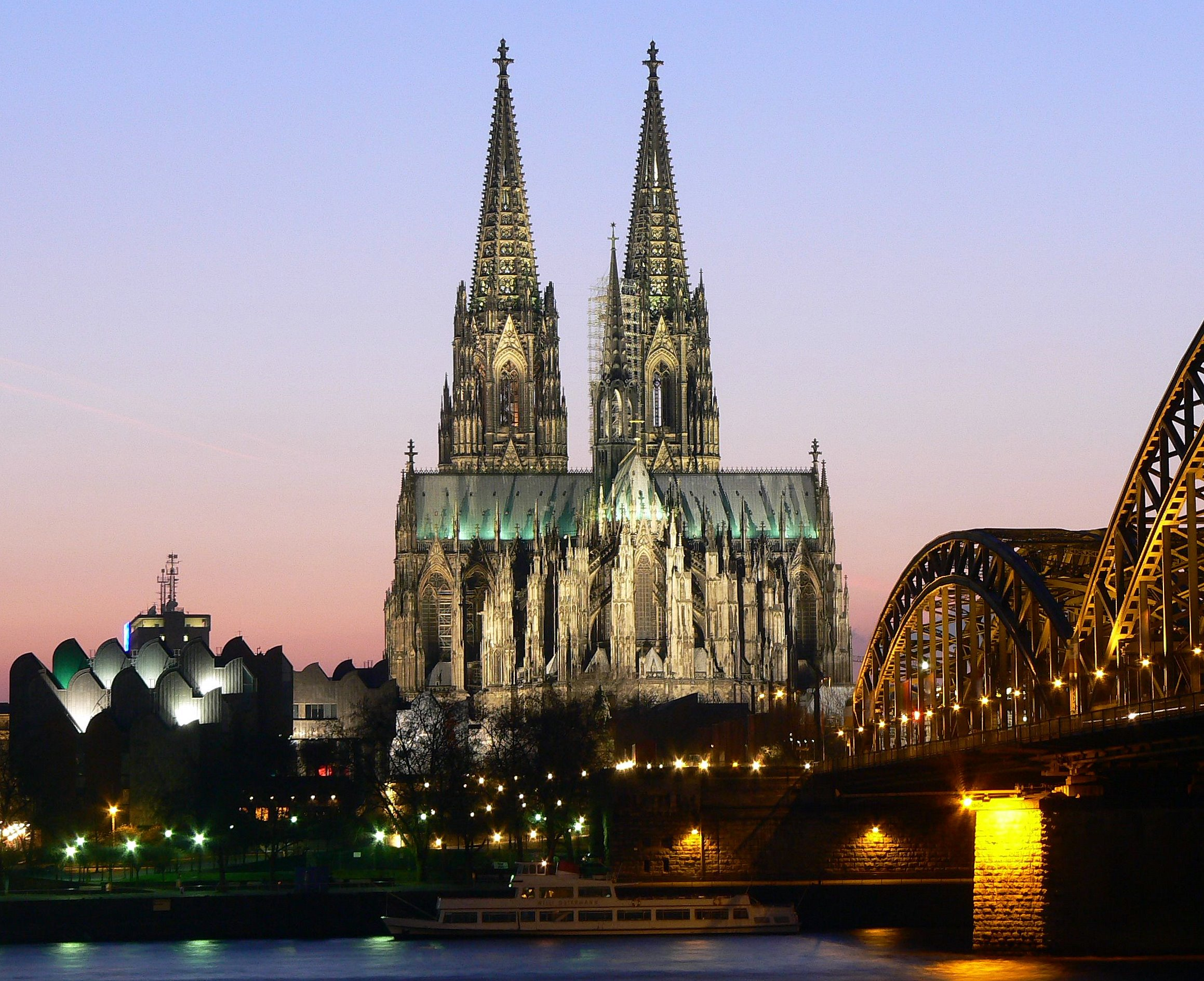
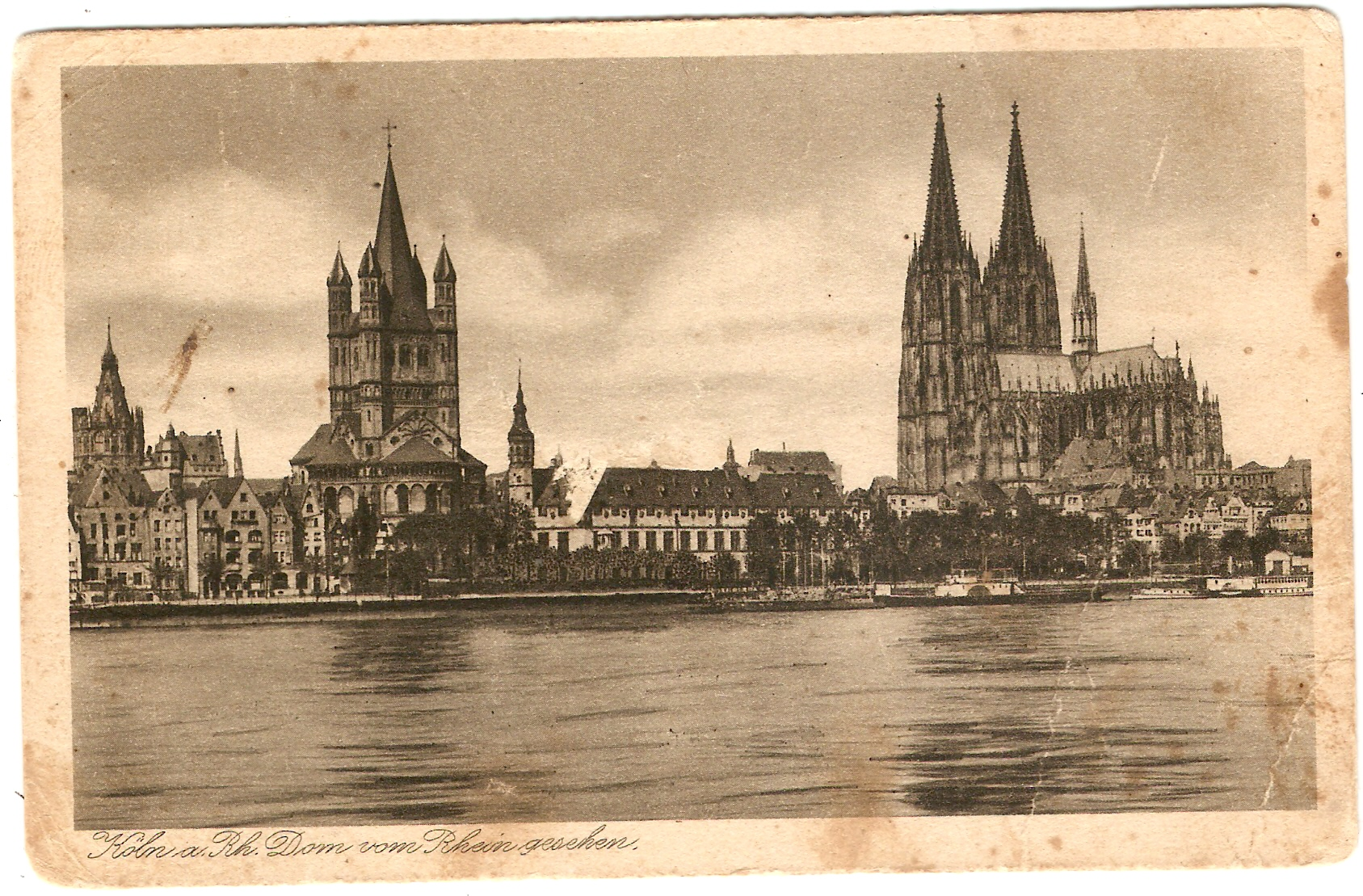
Собор на поштовій листівці. 1926 рік